# Хлібний суп

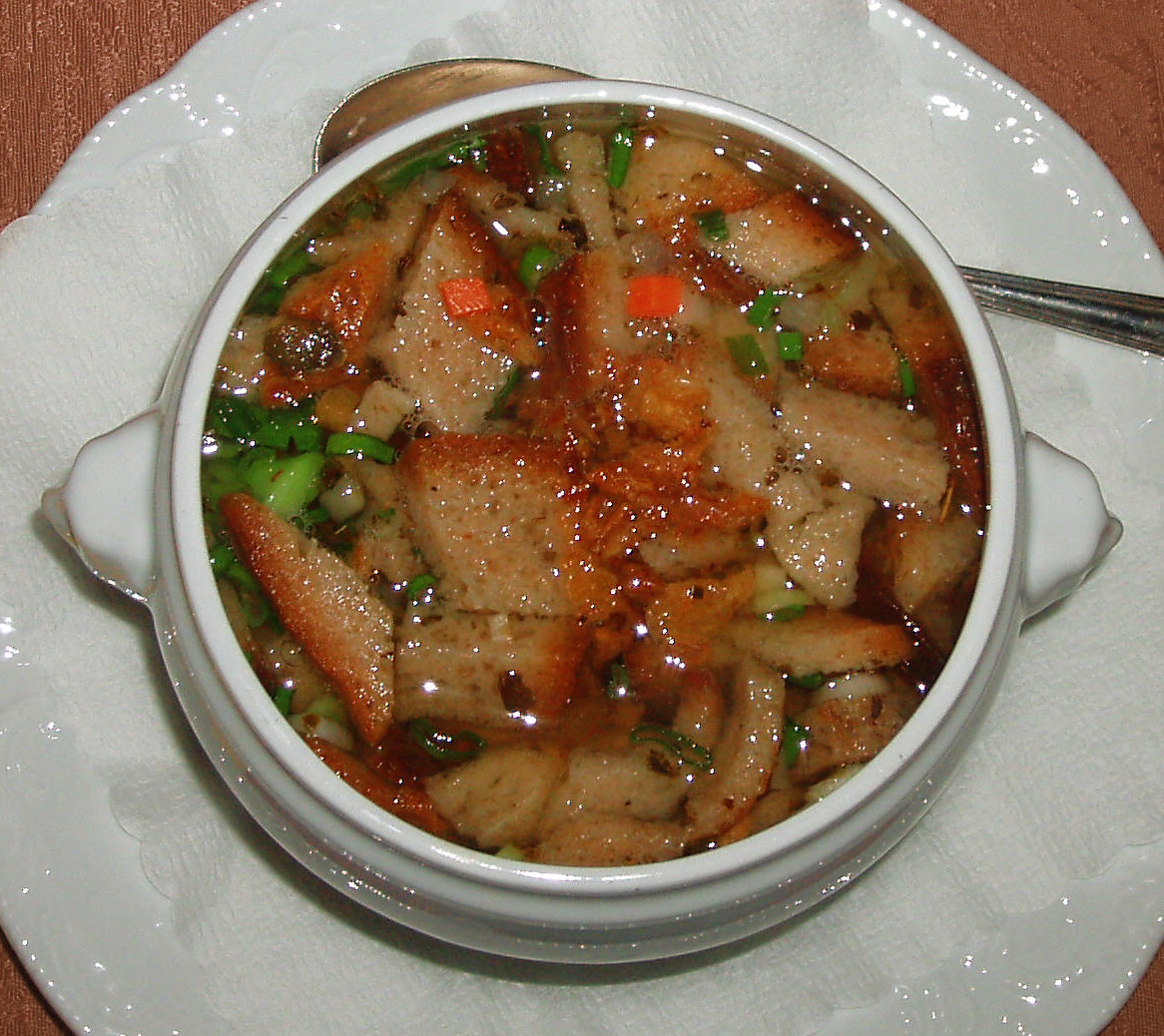
Хлібний суп родом з Франконії

Хлібний суп — страва північноєвропейської кухні. Хлібний суп присутній в національній данській, латиській, шведській, естонській, фінській кухнях.

## Спосіб приготування
Сухарі замочують в кип'яченій гарячій воді, до них додають цукор або мед. Коли основа готова, її підігрівають і вносять зварені в рідкому цукровому сиропі часточки фруктів і збиті, злегка підсолоджені цукровою пудрою вершки. Суп подають холодним.

## Різновиди хлібного супу
Існує безліч видів хлібного супу. Хлібні супи умовно можна розділити на фруктові (в залежності від конкретних доданих фруктів), пивний, шоколадний тощо.